# نبرد طرابلس (۲۰۱۱)

خطوط مقدم در طول نبرد طرابلس

نبرد طرابلس (به عربی: معركة طرابلس) یا عملیات سپیده دم عروس دریا (به عربی: عملية فجر عروسة البحر)، عملیاتی است که طی آن مخالفان حکومت معمر قذافی به طرابلس پایتخت لیبی حمله کردند. طی این عملیات طرابلس آخرین شهر تحت حاکمیت حامیان قذافی سقوط کرد و پسران وی به دست مخالفان دستگیر شدند. ساعاتی بعد سیف الاسلام قذافی پسر رهبر سابق لیبی با حضور در خیابان‌های طرابلس، دستگیری خود را تکذیب کرد. این عملیات به کمک حملات هوایی پیمان آتلانتیک شمالی، ناتو و بر طبق قطعنامه ۱۹۷۳ شورای امنیت سازمان ملل متحد انجام پذیرفت.